# HSL 1
HSL 1 of Spoorlijn 1 is het Belgische gedeelte van de hogesnelheidslijn die Brussel via Rijsel met Parijs en Londen verbindt.

## Geschiedenis
De eerste sectie (Franse grens - Y Antoing) werd op 2 juni 1996 geopend. De volledige lijn werd op 14 december 1997 geopend. De rittijd is sindsdien 82 minuten (1u22) van Brussel-Zuid naar Paris-Nord en 121 minuten (2u01) van Brussel-Zuid naar London St Pancras International.
De totale kosten van de aanleg bedroegen 1,08 miljard euro.
Op 12 augustus 2024 start een 10 jaar durende vernieuwing van de lijn, jaarlijks gedurende twee weken met een onderbreking van de lijn, met een budget van 310 miljoen euro. Tijdens de ondebreking wordt telkenmale op een deeltraject overgegaan tot vernieuwing van spoorstaven en dwarsliggers en reinigen en herleggen van balast. Het werk wordt uitgevoerd met een zevenhonderd meter lange werktrein met een gewicht van 1.600 ton van het Oostenrijkse Swietelsky. Deze werktrein, met in het midden een 200 meter lange vernieuwingswagon, ontgrendelt, heft en spreidt de rails uit elkaar, tilt de oude dwarsliggers op en stockeert ze, zuigt de ballast op om deze vervolgens te filteren, egaliseert en bewerkt de ondergrond, legt nieuwe dwarsliggers en de gereinigde ballast en verspreid deze balast, om vervolgens spoorstaven opnieuw te plaatsen en bevestigen. De werktrein vernieuwt zo op 10 uur tijd 2 km spoor en 3.600 dwarsliggers. Met de werktrein wordt 10 uur per dag gewerkt. De rest van de dag gaat op aan de noodzakelijke dagelijkse onderhoudsbeurt van de trein en het lossen van de oude dwarsliggers en het laden van nieuwe dwarsliggers. Tijdens het groot onderhoud uitgevoerd na 25 tot 30 jaar gebruik van de HSL 1 wordt ook een inspectie van bruggen en tunnels, onderhoud van de bovenleiding, dienstpaden en afwateringssystemen, vernieuwing van 17 wissels én vernieuwing van de seininrichting uitgevoerd.

## Beschrijving
Het traject op een eigen tracé, waar dus enkel de hogesnelheidstreinen op rijden, begint aan de Franse grens, aan de overgang tussen de gemeenten Wannehain (Frankrijk) en Esplechin (België). De lijn volgt het traject ten zuiden van Doornik en Aat, en loopt in Lembeek (stad Halle) over in de lijn 96N tot Brussel. Deze lijn is aangelegd voor een toekomstige snelheid tot 220 km/h. De HST rijdt er maximaal 160 km/u. Het traject Franse grens-Lembeek is 73 km lang.
De verbinding naar Londen is eveneens verzekerd. Op Frans grondgebied, vanuit Parijs bekeken, splitst de lijn zich vlak achter Rijsel, westelijk naar Londen, oostelijk naar Brussel, met latere aansluiting naar Amsterdam en Keulen.
Vlak bij Aat, in de gemeente Mévergnies-lez-Lens, bevindt zich de onderhoudsbasis Le Coucou, vanwaaruit de lijn onderhouden wordt. Hierbij moeten de sporen in goede staat gehouden worden, en vele kunstwerken voortdurend onderhouden worden. Een van deze kunstwerken is het viaduct van Arbre, over de weg Aat - Bergen, met 2050 m het langste spoorwegviaduct in België.
Op de HSL 1 is het Franse stuurpostseininrichtings- en treinbeïnvloedingssysteem TVM 430 geïnstalleerd. De maximumsnelheid is 300 km/u.
In Frankrijk gaat de HSL 1 verder als RFN 226 000 richting Parijs.
Vanaf augustus 2024 wordt de spoorlijn vernieuwd. De werken, die 310 miljoen euro zullen kosten, zullen duren tot 2035.

## Treindienst
| Serie         | Treinsoort          | Route | Bijzonderheden |
| ------------- | ------------------- | --- | --- |
| Eurostar 9100 | Eurostar (Eurostar) | Amsterdam Centraal – Rotterdam Centraal – Brussel-Zuid – Lille-Europe – London St Pancras International | |
| TGV 9800      | TGV (SNCF)          | [ Luxemburg – Thionville – Metz-Ville – Strasbourg-Ville – Mulhouse-Ville – Belfort-Montbéliard TGV – Besançon Franche-Comté TGV – Dijon-Ville – Mâcon-Ville – ] / [ Brussel-Zuid – Lille-Europe – Arras – TGV Haute-Picardie – Aéroport Charles-de-Gaulle 2 TGV – [ Champagne-Ardenne TGV – Meuse TGV – Lorraine TGV – Strasbourg-Ville ] / [ Marne-la-Vallée - Chessy – [ Massy TGV – Le Mans – [ Laval – Rennes ] / [ Angers-Saint-Laud – Nantes ] ] / [ Creusot TGV – ] Lyon-Part-Dieu – [ Avignon TGV – Marseille Saint-Charles ] / [ Montpellier-Saint-Roch – Perpignan ] ] | Dagelijkse verbinding met Montpellier en Marseille. Perpignan - Brussel tweemaal per week.                                                               |
| Eurostar 9300 | Eurostar (Eurostar) | Amsterdam Centraal – Schiphol Airport – Rotterdam Centraal – Antwerpen-Centraal – Brussel-Zuid – Paris-Nord | Via HSL. Diverse ritten alleen tussen Amsterdam en Brussel.                                                                                              |
| Eurostar 9400 | Eurostar (Eurostar) | Paris Nord – Brussel-Zuid – Luik-Guillemins – Aachen Hbf – Köln Hbf – Düsseldorf Hbf – Duisburg Hbf – Essen Hbf – Bochum Hbf – Dortmund Hbf | Vijf treinen per dag. Enkele treinen verder naar Dortmund.                                                                                               |
| Eurostar 9900 | Eurostar (Eurostar) | Amsterdam Centraal – Schiphol Airport – Rotterdam Centraal – Antwerpen-Centraal – Brussel-Zuid – [ Aéroport Charles-de-Gaulle 2 TGV – Marne-la-Vallée - Chessy ] / [ Chambéry-Challes-les-Eaux – Albertville – Moûtiers - Salins - Brides-les-Bains – Aime-La Plagne – Landry – Bourg-Saint-Maurice ] / [ Valence-Rhône-Alpes-Sud TGV – Avignon TGV – Aix-en-Provence TGV – Marseille Saint-Charles ] | Via HSL. Marne-la-Vallée - Chessy 2 keer per dag. Bourg-Saint-Maurice 1 keer per week in de winter. Marseille Saint-Charles 1 keer per week in de zomer. |

## Aansluitingen
In de volgende plaatsen is of was er een aansluiting op de volgende spoorlijnen:
Halle
Spoorlijn 26 tussen Schaarbeek en Halle
Spoorlijn 94 tussen Halle en Blandain
Spoorlijn 96 tussen Brussel-Zuid en Quévy
Spoorlijn 96E tussen Lot en Halle
Spoorlijn 96N tussen Brussel-Zuid en Halle
Esplechin grens
RFN 226 000, spoorlijn tussen de aansluiting Gonesse en Lille grens

## Verbindingssporen
1/1: Y Silly (lijn 94) - Y Beauregard (lijn 1)
1/2: Y Patard (lijn 1) - Y Coucou (lijn 94)
1/3: Y Maubray (lijn 78) - Y Antoing (lijn 1)

## Elektrische tractie
Het traject werd bij aanleg geëlektrificeerd met een wisselspanning van 25.000 volt.